# 圣多美和普林西比多布拉
圣多美和普林西比多布拉（Dobra）是圣多美和普林西比的流通貨幣，简写作Db。輔幣單位為分，1多布拉=100分。多布拉于1977年诞生，代替当时在该国流通的货币——葡萄牙埃斯库多。由于通货膨胀，2018年该国发行了第二版多布拉（貨幣編號STN），旧币（貨幣編號STD）以1,000比1的比率兑换成新币。
2009年，圣多美和普林西比与葡萄牙签署联系汇率协议，自2010年1月1日起，多布拉汇率与欧元挂钩，汇率固定为1欧元=24,500多布拉（换发新币后则相当于24.5多布拉）。

## 外部連結
- 唐的世界硬币画廊：Saint Thomas & Prince
- 罗恩·怀斯的世界纸币：St. Thomas & Prince 镜像网站
- 现代金融系统表格－库尔特·舒勒制作：São Tomé and Príncipe 镜像网站
- 环球货币历史：São Tomé and Príncipe
- 《环球金融资料》货币历史表格（ 微软试算表格式）